# じんじん/光と闇の中で
「じんじん / 光と闇の中で」は、2017年3月10日に発売された沖縄電子少女彩の1枚目のシングル(CD-R)。
2020年6月14日、Bandcampにてダウンロード販売開始。

## 収録曲
1. じんじん(2:18)
廣山哲史(RYUKYUDISKO)のドリルンベースアレンジ[2]。
2. 光と闇の中で(3:08)
彩が初めて作詞したポエトリーリーディング[2]。